# Gattyana cirrhosa
Gattyana cirrhosa är en ringmaskart som först beskrevs av Peter Simon Pallas 1766.  Gattyana cirrhosa ingår i släktet Gattyana och familjen Polynoidae. Arten är reproducerande i Sverige. Inga underarter finns listade i Catalogue of Life.